# Geneviève Bass
Pour les articles homonymes, voir Bass.
Geneviève Bass (1918-2014) est une enseignante française de mathématiques.
Elle est avec Madeleine Herr la dernière des 41 femmes admises à l'École normale supérieure avant que le concours ne leur soit interdit. Devenue enseignante de mathématiques en lycée, elle participe également à plusieurs sociétés savantes et mène divers engagements socioprofessionnels.

## Biographie
Fille d'un ingénieur chimiste et d'une enseignante agrégée d'histoire et géographie, Geneviève Rosine Bass naît le 9 novembre 1918 à Paris. Elle compte un arrière-grand-père député à l'Assemblée constituante de 1848. Avec son frère aîné, le futur ingénieur et mathématicien Jean Bass (1913-2007), elle reçoit de son père une éducation « à dominante scientifique ».
Élève du lycée Lamartine, où sa mère a enseigné et où elle passe son baccalauréat « brillamment », elle s'intéresse à une grande variété de disciplines comme l'astronomie et la musique, mais choisit de s'orienter vers les mathématiques durant ses deux années de classes préparatoires au lycée Henri-IV, où elle tient son rang avec « audace » parmi ses collègues masculins. Elle réussit en 1939 le concours scientifique d'entrée à l'École normale supérieure, un an avant que le concours ne soit définitivement interdit aux femmes : Bass y est de ce fait une des 41 premières élèves féminines, et la dernière, avec sa camarade littéraire Madeleine Herr, avant que la mixité n'y devienne officielle au milieu des années 1980.
Bien qu'athée convaincue, elle est recensée comme juive par le régime de Vichy. À l'ENS, elle doit suivre un véritable « parcours du combattant » et est victime de persécutions qui lui sont insupportables ; selon certains témoignages, elle se refuse à porter l'étoile jaune. La commission chargée d'appliquer le numerus clausus de 3 % d'élèves juifs dans l'enseignement supérieur, présidée successivement par l'antivichyssois Georges Bruhat, puis par Jérôme Carcopino (le directeur de l'ENS), se prononce toutefois pour son maintien (en même temps que celui de Marc Zamansky et Gilbert Lazard) dans l'établissement.
Interdite de passer l'agrégation de mathématiques par un arrêté de Jacques Chevalier de 1941, elle sollicite l'année suivante une dérogation en vertu de l'ancienneté de son ascendance française, mais se voit opposer un refus. Elle se plonge alors dans un doctorat de mathématiques, qui n'aboutira pas. Lorsqu'elle quitte l'École en 1943, son statut demeure incertain ; de fait, Carcopino la privera, comme ses camarades, du titre d'ancienne élève de l'ENS. Elle n'aura par ailleurs jamais l'occasion de témoigner sur cette période.
Elle réussit finalement le concours féminin en 1944, au 6e rang. Devenue enseignante, elle est successivement en poste à Mulhouse, puis Beauvais, avant de retrouver le lycée Lamartine. Avec ses collègues Simone Guillaume et Michèle Savignat, elle porte une attention particulièrement au renouvellement des cours, en participant aux séminaires et rencontres professionnelles dédiés, et s'attache à introduire les mathématiques modernes dans son enseignement. Appréciant cette « proximité pédagogique » et le contact avec ses jeunes élèves, elle reste toute sa carrière dans l'enseignement secondaire. Elle a aussi un engagement syndical.
Elle participe en parallèle à plusieurs sociétés savantes, où elle s'intéresse à la physique et s'adonne à l'astronomie : admise à la Société astronomique de France en 1948, elle initie ses visiteurs à l'observation des astres avec une lunette héritée de son père.
Elle meurt le 9 mars 2014 à Romans-sur-Isère, à l'âge de 95 ans.